# Hooilanden
Hooilanden est une localité des Pays-Bas appartenant à la commune d'Apeldoorn. Située en zone agricole au sud-est d'Apeldoorn, elle est encadrée par l’Autoroute A1, le canal d'Apeldoorn et le village de Klarenbeek.